# Skilgate
Skilgate – wieś w Anglii, w hrabstwie Somerset, w dystrykcie (unitary authority) Somerset. Leży 76 km na południowy zachód od miasta Bristol i 238 km na zachód od Londynu. Miejscowość liczy 96 mieszkańców.